# Alberto Fortis (album)
| Recensione              | Giudizio          |
| ----------------------- | ----------------- |
| Ondarock                | Disco consigliato |
| Dizionario del Pop-Rock | [ 2 ]             |
| 24.000 dischi           | [ 3 ]             |

Alberto Fortis è il primo album in studio di Alberto Fortis pubblicato nel 1979 dalla Philips.
L'album è stato inserito nella classifica dei 100 dischi italiani più belli di sempre secondo Rolling Stone, alla posizione numero 79.

## Descrizione
I testi e le musiche sono di Alberto Fortis, gli arrangiamenti e la direzione d'orchestra sono a cura di Claudio Fabi. Tra i musicisti che prendono parte alla registrazione c'è la Premiata Forneria Marconi al completo.
Edito da Intersong Italiana e prodotto da Alberto Salerno (al suo esordio come produttore).

## I brani
La poetica di alcune canzoni contenute nell'album, proiettarono il cantante di Domodossola all'attenzione del pubblico italiano.

### A voi romani
Il brano A voi romani, come ribadito più volte dal suo autore, è una critica al potere, del quale la Capitale è centro nevralgico. Inoltre la canzone può essere un attacco a tutte le forme di potere. Rimane comunque un testo sincero e sentito, un punto di vista personale, condivisibile o meno, inequivocabile in versi come:

### Milano e Vincenzo
Milano e Vincenzo riprende la tematica del controllo del potere da parte di persone che non comprendono la natura dell'arte, ma quella degli interessi economici. Vincenzo Micocci, fondatore e direttore generale di un'importante casa discografica, la IT, è il bersaglio polemico del testo.
Allo stesso tempo è anche una dichiarazione d'amore verso la sua città adottiva, Milano

### Il Duomo di notte
Il Duomo di notte prende spunto dalla chiesa principale di Milano, per avventurarsi nell'animo disilluso di molti giovani di allora.

### In soffitta
Tra i brani più emblematici dell'album vi è In soffitta;  dal significato enigmatico ed intimista.

### La sedia di lillà
Il brano è incentrato su una persona (lo zio di Fortis) rimasta a seguito di un banale incidente domestico sulla sedia a rotelle, e contiene temi comuni a tutto l'album come l'amore come fonte di sofferenza e l'amicizia tradita.
Il finale tragico della canzone (il suicidio) non riguarda il parente di Alberto, che pur manifestando ogni tanto la voglia di farla finita ha tenuto duro, non arrivando a compiere il gesto che è invece l'epilogo del brano musicale.
Nel 2003 è stato campionato dal dj Danijay, del quale Fortis è a sua volta zio, il quale vede anche la sua stessa partecipazione per il brano I fiori di lillà successivamente remixato da Gabry Ponte mentre nel 2011 il brano originale di Fortis è stato inciso in una nuova versione.

### Nuda e senza seno
Nuda e senza seno è un brano dal testo particolare e le sue parole, tra l'ironico e il non sense, raccontano la storia di due innamorati.

### La pazienza
La pazienza è un brano da carattere strutturale più semplice rispetto dal altri brani del disco; nonostante ciò il testo è molto profondo e da una visione della pazienza vista non come un aspetto positivo, ma come la proroga di azioni importanti causate da una debolezza di spirito che limita la vita. Il brano contiene anche diverse allusioni religiose.

### Sono contento di voi
Sono contento di voi è un'analisi di una serie di problemi di attualità, osservati però dal punto di vista che se ne avrà quando si diventerà più anziani.

### L'amicizia
L'amicizia, brano che conclude il disco, è una malinconica riflessione sulla vita, sulle esperienze che segnano tutte le vite umane e sulle delusioni e ricerche amorose.

## Tracce
Testi e musiche di Alberto Fortis.
Lato A
1. A voi romani – 3:20
2. Milano e Vincenzo – 3:20
3. Il Duomo di notte – 4:00
4. In soffitta – 2:25
5. La sedia di lillà – 5:12

Durata totale: 18:17
Lato B
1. Nuda e senza seno – 3:45
2. La pazienza – 3:00
3. Sono contento di voi – 4:00
4. L'amicizia – 3:50

Durata totale: 14:35

## Formazione
- Alberto Fortis - voce, pianoforte
- Flavio Premoli - pianoforte, sintetizzatore, armonica, Fender Rhodes
- Gianni Zilioli - fisarmonica, marimba
- Claudio Fabi - pianoforte, Fender Rhodes
- Franco Mussida - chitarra acustica, chitarra elettrica
- Patrick Djivas - basso
- Franz Di Cioccio - batteria, percussioni
- Pier Luigi Mucciolo - tromba
- Johnny Capriuolo - trombone
- Claudio Pascoli - sax

Note aggiuntive
- Alberto Salerno - produzione
- Claudio Fabi - arrangiamenti e direzione d'orchestra
- L'arrangiamento dei fiati sul finale di Nuda e senza seno è di C. Pascoli
- Edizioni: Intersong Italiana
- Registrazione: Stone Castle Studios
- Ezio De Rosa e Tony Platt - tecnici del suono
- Matrici: Arun Chakraverty
- Copertina di Mario Convertino su foto di Ilvio Gallo
- Ringrazio: Alberto Salerno e con lui Claudio Fabi. La Premiata Forneria Marconi, per la felicità che hanno saputo regalarmi.[8]

## Classifica
Album
| Anno | Classifica | Posizione raggiunta |
| ---- | ---------- | ------------------- |
| 1979 | Hit parade | 15                  |

Singoli
| Anno | Titolo del brano                    | Classifica | Posizione raggiunta |
| ---- | ----------------------------------- | ---------- | ------------------- |
| 1979 | Milano e Vincenzo/Il duomo di notte | Top 100    | 14                  |
| 1979 | La sedia di lillà/L'amicizia        |            |                     |